# Deutsche Kriegsgräberstätte Ben MʼSik
Die Deutsche Kriegsgräberstätte Ben MʼSik ist eine Kriegsgräberstätte in dem marokkanischen Vorort Casablancas, Ben MʼSik. Hier ruhen 120 gefallene Soldaten des Ersten Weltkrieges und 224 Gefallene des Zweiten Weltkrieges.

## Geschichte und Lage
Bis zur Erstellung einer zentralen Begräbnisstelle ruhten die Gefallenen der Weltkriege an 20 unterschiedlichen Orten Marokkos, z. B. Casablanca (Ben M’Sik), Rabat, Meknes und Marrakesch. Dies erschwerte die dauerhafte Pflege und Unterhaltung der Anlagen, weswegen bereits 1967 erste Kontaktaufnahmen zur marokkanischen Regierung aufgenommen wurden. Dabei wurde die Anlage in Ben MʼSik favorisiert, da hier auf dem Europäer-Friedhof bereits Bestattungen stattgefunden hatten und die Größe der Anlage weitere Umbettungen erlaubte. Ein Notenwechsel im Juli 1978 brachte schließlich die Grundlage für den unverzüglichen Beginn der Umbettungen, welche im Dezember 1978 bereits abgeschlossen waren. Anfang 1979 wurden die gärtnerischen Umgestaltungen durchgeführt. Die Anlage wurde am 30. Mai 1979 offiziell übergeben.
Natursteinkreuze mit jeweils einem oder zwei Namen und ein Denkmal am Eingang prägen bis heute die Gedenkstätte. Auf der Friedhofsanlage ruhen ebenfalls französische und britische Gefallene sowie europäische Zivilisten.